# Zygaenosia suffusa
Zygaenosia suffusa là một loài bướm đêm thuộc phân họ Arctiinae, họ Erebidae.